# Raphidia huettingeri
Raphidia huettingeri är en halssländeart som beskrevs av H. Aspöck och U. Aspöck 1970. Raphidia huettingeri ingår i släktet Raphidia och familjen ormhalssländor. Inga underarter finns listade i Catalogue of Life.